# Repubbliche partigiane

Bandiera del CLN, Comitato di Liberazione Nazionale.

Le Repubbliche partigiane, o Zone libere, furono delle entità statuali provvisorie create in Italia dai partigiani nell'estate del 1944 in alcuni territori montani e collinari dell'Italia settentrionale, lungo l'arco delle Alpi e dell'Appennino settentrionale, provvisoriamente liberati dall'occupazione nazi-fascista, durante la seconda guerra mondiale.
Si tratta, infatti, di un fenomeno complessivo, di aree che sono state liberate dai partigiani o si sono trovate ad essere, temporaneamente, libere dagli occupanti per varie ragioni, e che sono state gestite e amministrate in forme diverse: o da veri e propri "governi", o dalle stesse formazioni partigiane, oppure ancora da istituzioni autonome, sempre ispirate alla realizzazione di un'esperienza di tipo democratico.
Le zone libere, per il loro numero, l'ampiezza territoriale, l'entità delle popolazioni interessate, rappresentarono un evento che non può essere considerato casuale o marginale nella storia della Resistenza; tanto più che alcune di esse ebbero il tempo di produrre un'organizzazione amministrativa relativamente strutturata e norme legislative i cui principi passeranno nella Costituzione italiana.
Il movimento partigiano, attraverso le zone libere, forniva una prova di grande consapevolezza e maturità, infatti, pur operando in condizioni di grave emergenza, le repubbliche partigiane anticipavano un esito che si sarebbe raggiunto soltanto con la totale liberazione del paese. In altre parole, queste ultime sono depositarie di un messaggio politico, di una democrazia nascente dalla vittoria sul nazismo e sul fascismo.

## Storia

### Prima fase
Nel maggio-giugno 1944 gli alleati anglo-americani avevano sfondato la Linea Gustav ed avevano rapidamente occupato l'Italia centrale. Ritenendo che gli alleati non avrebbero trovato ulteriori ostacoli e che entro l'estate avrebbero liberato tutta l'Italia, ed approfittando del fatto che le truppe tedesche fossero concentrate nello sforzo di fermare l'avanzata, molti comandi partigiani decisero di passare decisamente all'offensiva contro i nazifascisti per facilitare la liberazione dell'Italia settentrionale.
Tali attacchi ebbero successo e varie aree montane furono effettivamente liberate. Esse furono organizzate in Repubbliche, che a posteriori furono definite "partigiane". La prima di queste, attiva già nell'inverno 1943-1944, fu la Repubblica partigiana del Corniolo, nell'Appennino forlivese.
Nel giugno-luglio 1944 il CVL (Corpo volontari della libertà) e il CLNAI (Comitato di Liberazione Nazionale Alta Italia) emanarono disposizioni circa la liberazione di paesi e vallate: questo fu un obiettivo dettato dalla crescita della guerriglia dei mesi precedenti. La creazione delle zone libere quindi non fu tanto il risultato di un disegno politico programmato, quanto una conseguenza dell'espandersi della guerriglia sullo sfondo di una conclusione della campagna d'Italia ritenuta ormai imminente.
La Resistenza cercava di migliorare il suo assetto politico-militare per guadagnare credibilità sia nei confronti degli italiani dell'Italia ancora occupata, ma anche nei confronti degli Alleati. Questa prima fase è infatti caratterizzata genericamente da un'assenza di organizzazione economico-amministrativa all'interno delle zone liberate, a beneficio della forza militare. Si assistette infatti ad un irrobustimento dell'organizzazione militare con una conseguente maggior capacità di affrontare il nemico.
Procedendo da nord a sud il fenomeno investe, con intensità variabile, la media Val Trebbia nell'area di Bobbio (analogamente avviene nell'alta Val Trebbia sull'Appennino Ligure), la Val del Ceno (area dei comuni di Bardi e Varsi), l'alta Valle di Taro (area di Borgotaro), la Val d'Enza (area di Neviano e Palanzano), l'Appennino Modenese (area di Montefiorino): l'operazione Wallenstein.

### Seconda fase
La seconda fase va da settembre a novembre del 1944 ed è caratterizzata principalmente da un maggior grado di compiutezza degli obiettivi, sia militari che politico-economici, della prima fase, tanto da arrivare ad esperienze, come la Repubblica dell'Ossola, estremamente significative.
Cinque sono le aree principalmente interessate: l'Ossola, parte del Friuli orientale, la Carnia, le Langhe, il Basso Astigiano.
Benché le aree liberate fossero piuttosto ampie, l'azione partigiana non si rivelò utile da un punto di vista militare, in quanto i tedeschi riuscirono a fermare gli Alleati sulla Linea Gotica secondo un piano militare predisposto da tempo dai comandi della Wehrmacht, ma ovviamente ignoto sia ai partigiani che agli Alleati.
Conseguentemente la sperata saldatura fra truppe alleate e reparti partigiani non ebbe luogo. Attestandosi sulla linea Gotica, che era facilmente difendibile, i tedeschi poterono anzi sganciare una parte delle proprie truppe dal fronte e inviarle a reprimere le Repubbliche Partigiane. Il compito fu portato a termine con relativa facilità, stante lo scarso armamento dei reparti partigiani.
La fine definitiva dell'esperienza delle Repubbliche Partigiane fu rappresentata dal cosiddetto Proclama Alexander del 13 novembre 1944, con cui gli Alleati comunicavano che avrebbero sospeso le operazioni sul fronte italiano e invitavano i partigiani a ritirarsi in montagna.
Parlare delle zone libere come anticipazioni della futura democrazia è una concessione retorica, per quanto generosa la si voglia considerare. Vedere in esse, al contrario, un terreno particolarmente fertile per misurare la progressiva "maturità" della Resistenza è corretto e produttivo di nuove conoscenze.
L'esperienza maturata nelle repubbliche partigiane è stata, infatti, certamente alla base della capacità che i CLN (Comitato di Liberazione Nazionale) dimostrarono nella preparazione dell'insurrezione della primavera del 1945.

#### La Repubblica Partigiana dell'Ossola

Bandiera della Repubblica (partigiana) dell'Ossola usata secondo Bocca
(8 settembre 1944 - 23 ottobre 1944)

La repubblica dell'Ossola dura dal 10 settembre al 23 ottobre 1944. L'Ossola è un'ampia valle che corrisponde al bacino del fiume Toce. Al centro della vallata si trova la città di Domodossola. Il territorio comprendeva 32 comuni su 1.500 chilometri quadrati, dove vivevano circa 85.000 abitanti. La valle confina per 200 chilometri con la Svizzera, cui è collegata con una strada e con due linee ferroviarie.
Nonostante non sia tra le più longeve, la repubblica dell'Ossola è sicuramente la più ricordata e rammentata perché, a differenza delle altre repubbliche, essa fu in grado di affrontare non solo le emergenze imposte dallo stato di guerra, ma anche di darsi un'organizzazione piuttosto articolata, venne infatti istituita una giunta provvisoria di governo. 
Ottenne quasi immediatamente l'appoggio della Svizzera, infatti proprio grazie alla sua vicinanza con essa poté beneficiare di una migliore organizzazione centrale, dell'appoggio di esponenti politici di primo piano nello schieramento antifascista e di una maggiore visibilità datale dalla stampa internazionale.
«La Repubblica Ossolana ebbe un indiscutibile valore politico in quanto rivelò la carica spontanea dei valori civili del Movimento resistenziale, che non esauriva il suo impegno nella lotta per la liberazione della Patria dallo straniero, ma esprimeva l'aspirazione ad un ordine nuovo della Società, secondo le naturali vocazioni popolari alla democrazia, che la dittatura fascista non era riuscita a distruggere.»
(Aldo Moro, Lettera in occasione del XV anniversario della Repubblica dell'Ossola)

### Assetto politico-economico
Nell'organizzazione politica delle zone libere, il continuo conflitto tra i fautori di un esercito "apolitico" e i sostenitori di una milizia politica approdava a un compromesso che però non risolveva nulla, anzi determinava una condizione di debolezza attraversata da continue tensioni. Non è comunque possibile definire una linea generale di comportamento, infatti a seconda dell'orientamento politico delle bande che liberavano una determinata zona venivano prese soluzioni differenti; in ogni caso la maggior parte degli interventi nell'organizzazione amministrativa ed economica tendeva a rispettare l'assetto delle relazioni all'interno della comunità nella loro forma più stabilizzata.
L'emergenza, quindi, non spiega tutto: sulle decisioni influivano direttamente i limiti di acculturazione politica dei dirigenti partigiani e la volontà e la necessità di turbare il meno possibile i ritmi tradizionali della vita locale.
Il fatto che il riferimento politico della popolazione fossero i comandi partigiani è segno evidente della gracilità della rete della cospirazione politica. CLN e nuclei di partito difficilmente riescono a irradiare la loro presenza sul territorio: in alcuni casi si verificarono dei tentativi di costruire giunte comunali o di formare dei CLN, ma essi furono il risultato dell'instaurarsi della zona libera e non il fondamento di essa.
Le infinite e mutevoli sfaccettature della guerra partigiana non sono percepibili, soprattutto nel caso delle zone libere, se non immergendosi nel flusso degli avvenimenti, anche i più episodici.

## Elenco delle Repubbliche partigiane
Furono all'incirca 21, tutte localizzate nel centro-nord Italia:
- Repubblica di Caporetto (settembre - novembre 1943), ad occidente dell'Isonzo, nel Collio goriziano.
- Repubblica partigiana di Alba (10 ottobre - 2 novembre 1944).
- Repubblica dell'Alto Monferrato (settembre - 2 dicembre 1944) occupa la zona sud di Asti e arriva fino alle Langhe. Ne fanno parte 36 comuni tra cui Canelli e Nizza Monferrato. La guerra civile nelle Langhe e Monferrato

La guerra civile nelle Langhe e Monferrato

- Repubblica dell'Alto Tortonese (settembre - dicembre 1944) con le aree di Torriglia e Varzi costituisce un solo vasto territorio libero, che include le Valli Borbera, Sisola, l'alta Val Grue e la Val Curone.
- Repubblica di Bobbio (7 luglio - 27 agosto 1944) si estende nella valle del Trebbia per 90 chilometri comprendendo un tratto della statale Piacenza-Genova. Va da Rivergaro a Torriglia, che rappresenta una zona libera a sé stante da cui si dominano le valli di Trebbia, Scrivia, Brevenna, Borbera, Vobbia.
- Repubblica del Cansiglio (luglio - settembre 1944).
- Repubblica partigiana della Carnia (26 settembre - 10 ottobre 1944), la maggiore per estensione; comprende l'intera regione carnica con l'alto bacino del Tagliamento, Tolmezzo esclusa.
- Repubblica partigiana del Corniolo (2 febbraio - marzo 1944), la prima repubblica partigiana del Nord Italia.
- Repubblica del Friuli Orientale (30 giugno - settembre 1944) si trova in provincia di Udine, occupa una superficie collinare-montagnosa. Disturba notevolmente i collegamenti ferroviari delle forze tedesche con l'Austria, poiché vi transita la ferrovia Pontebbana.
- Repubblica delle Langhe (settembre - novembre 1944) si trova a nord-ovest di Mondovì, tra il Tanaro e la Bormida. Dal 10 ottobre al 2 novembre comprende anche la città di Alba.
- Repubblica di Maschito (15 settembre - 5 ottobre 1943), prima repubblica partigiana (nel Sud Italia).
- Repubblica partigiana di Montefiorino (17 giugno - 1º agosto 1944) comprende la zona montagnosa modenese e reggiana e confina con Toscana e pianura padana. Si estende per 1.200 chilometri quadrati con 50.000 abitanti. Oltre a Montefiorino, che ha il ruolo di capitale, i principali centri sono Carpineti, Ligonchio, Toano, Villaminozzo.
- Repubblica partigiana dell'Ossola (10 settembre - 23 ottobre 1944) è la più conosciuta tra le Repubbliche partigiane. Data la vicinanza con la Svizzera è seguita con attenzione anche dalla stampa internazionale. La sua storia sarà breve, ma ricca di esperienze politico-sociali. Nel suo territorio si trovano 35 comuni con 85.000 abitanti. I centri principali sono Domodossola, Bognanco, Crodo, Pieve Vergonte, Villadossola.
- Repubblica di Pigna (18 settembre 1944 - 8 ottobre 1944), creata nell'omonimo Comune in provincia di Imperia.
- Repubblica di Torriglia (più propriamente "Zona libera di Torriglia" - Zona B della Repubblica di Bobbio (settembre - 27 novembre 1944).
- Repubblica della Val Ceno (10 giugno - 11 luglio 1944).
- Repubblica della Val d'Enza e Val Parma (giugno - luglio 1944) occupa la parte alta di entrambe le valli.
- Repubblica della Val Maira e Val Varaita (giugno - 21 agosto 1944) si trova a nord- ovest di Cuneo.
- Repubblica partigiana della Val Taro (15 giugno - 24 luglio 1944) si estende su un territorio di 240 chilometri quadrati di particolare rilevanza strategica: vi è infatti incluso un lungo tratto della ferrovia Parma - La Spezia, molto importante per i collegamenti tedeschi fra pianura padana e il settore occidentale della linea Gotica. A est vi passa per diversi chilometri la statale della Cisa.
- Repubblica delle Valli di Lanzo (25 giugno - settembre 1944) è a 30 chilometri a nord-ovest di Torino e comprende le valli Ala, Viù e i paesi e le città lungo lo Stura.
- Repubblica partigiana della Valsesia (11 giugno - 10 luglio 1944) comprende tutta l'alta valle fino a Romagnano e Gattinara[14].
- Repubblica di Varzi (più propriamente "Zona libera di Varzi") (19/24 settembre - 29 novembre 1944) comprende il territorio nel quale si è già estesa la repubblica di Bobbio e si spinge fin quasi a Voghera, dopo la caduta di Bobbio rimase autonoma, per poi riconfluire sotto Bobbio dopo la seconda liberazione.
- Repubblica libera di Forno (9-13 giugno 1944) La vita della Repubblica di Forno (Massa) è brevissima, stroncata solo quattro giorni dopo la sua proclamazione con l'assalto e il successivo eccidio al paese perpetrato da militari nazifascisti.